# Ernst Christoph von Feilitzsch
Ernst Christoph von Feilitzsch (* 22. Dezember 1667 auf Trogen; † 8. Februar 1715 in Anspach) war königlich-polnischer und kurfürstlich-sächsischer Generalmajor.

## Leben
Seine Eltern waren der Herr von Trogen Christian Daniel von Feilitzsch (1626–1697) und dessen Ehefrau Anna Elisabeth von Einsiedel, geborene Pölnitz aus dem Hause Droitsch. 
Feilitzsch kam in jungen Jahren als Page zum Markgrafen Christian Ernst. Im Jahr 1686 begleitete er den Markgrafen nach Italien. Anschließend wurde Feilitzsch 1692 Kammerjunker und Leutnant der Garde zu Fuß. Außerdem wurde er in diplomatischen Missionen verwendet. Im Jahr 1697 erhielt er eine Kompanie Dragoner. Als später das Dragonerregiment „Schmettau“ errichtet wurde, um in holländische Dienste zu treten, wurde er dort als Major übernommen. Feilitzsch diente vier Jahre in dem Regiment, verließ dann aber den Dienst und ging auf seine Güter zurück.
Im Jahr 1711 errichtete der Markgraf Wilhelm Friedrich  das Leibdragoner-Regiment. Er wurde am 2. Februar zunächst als Oberst aggregiert und am 6. August als wirklicher Oberst übernommen. Bereits am 24. April 1712 erfolgte seine Beförderung zum Generalmajor. Als das Regiment König August II. überlassen wurde, wurde Feilitzsch als sächsischer Generalmajor der Kavallerie übernommen. 1713 wurde er nach Bayreuth zurückgerufen und vom Markgraf am 3. August 1713 zum Wirklicher Geheimen Rat, Vize-Kammerpräsident und Landschaftsrat ernannt. Feilitzsch starb bereits am 8. Februar 1715 an einer Krankheit.
Feilitzsch heiratete am 22. Oktober 1693 Maria Katharina von Reitzenstein aus dem Hause Krötenhof, Witwe des Franz Innozenz von Reumont († 1690). Das Paar hatte vier Söhne und vier Töchter, die jung starben. Seine Frau brachte noch den Franz Karl von Reumont (* 1688)  mit in die Ehe.